# Meuschenia venusta
Meuschenia venusta är en fiskart som beskrevs av Lee Milo Hutchins 1977. Meuschenia venusta ingår i släktet Meuschenia och familjen filfiskar. Inga underarter finns listade i Catalogue of Life.